# تور هينركسن
تور هينركسن هو سياسي نرويجي، ولد في 16 مايو 1933 في غامفيك في النرويج، وتوفي في 1 نوفمبر 2017. نشط حزبياً في الحزب الاشتراكي اليساري. وقد انتخب عضو برلمان النرويج ‏ عن دائرة Finnmark electoral division ‏ وقد انضم خلال فترته النيابية ‏ (1973 – 1977) للكتلة البرلمانية .